# Światła variété
Światła variété (wł. Luci del varietà) – włoski komediodramat z 1950 roku w reżyserii Federico Felliniego i Alberta Lattuady. Zdjęcia kręcono w Rzymie i w miasteczku Capranica.

## Fabuła
W swoim reżyserskim debiucie, 30-letni wówczas Fellini, opowiada historię młodej Liliany, dziewczyny marzącej o międzynarodowej karierze na scenie. Liliana dołącza do prowincjonalnej trupy artystycznej prowadzonej przez Checco, doświadczonego artystę i życiowego nieudacznika, który dostrzega w dziewczynie potencjał i poświęca się, aby pomóc jej w realizacji marzeń.

## Obsada
- Peppino De Filippo – Checco Dal Monte
- Carla Del Poggio – Liliana „Lily” Antonelli
- Giulietta Masina – Melina Amour
- John Kitzmuller – trębacz Johnny
- Dante Maggio – Remo
- Checco Durante – właściciel teatru